# Нимейер, Фредерик
Фредерик Нимейер (фр. Frédéric Niemeyer; род. 24 апреля 1976, Нью-Брансуик) — канадский профессиональный теннисист и теннисный тренер, игрок сборной Канады в Кубке Дэвиса в 1999—2009 годах и бывшая первая ракетка Канады. Представлял Канаду на Олимпийских играх в 2004 и 2008 годах.

## Игровая карьера
Фредерик Нимейер, уроженец Нью-Брансуика, учился играть в теннис самостоятельно, без тренера. Вместе с Симоном Ларозом он впервые обратил на себя внимание в 1990-е годы, выступая на турнире класса ATP Challenger в Гранби (Квебек).
Нимейер выступал в профессиональном теннисном туре с 1998 года, а с 1999 года представлял сборную Канады в Кубке Дэвиса. В составе сборной он провёл 30 встреч в одиночном и парном разряде, одержав 20 побед при 10 поражениях (в том числе 9 побед при одном поражении в паре с Даниэлем Нестором). Дважды — в 2004 и 2008 годах — Нимейер представлял Канаду на Олимпийских играх, но оба раза выбыл из борьбы в одиночном разряде уже в первом круге, а в паре сумел дойти лишь до второго круга в 2004 году в Афинах.
За игровую карьеру Нимейер выиграл семь «челленджеров» в одиночном разряде, но ни разу не добивался такого успеха в основном туре АТР. Его высшим местом в рейтинге было 134-е, которого он достиг в 2004 году. При этом Нимейер целый год (с января 2002 по январь 2004 года) оставался канадским игроком с наиболее высоким местом в рейтинге и периодически возвращал себе этот статус вплоть до 2006 года, когда лидером канадского тенниса стал Фрэнк Данцевич. По итогам 2002 года он был признан теннисистом года в Канаде, а в 2005 году — лучшим игроком Канады в мужском одиночном разряде (лучшим игроком года стал Нестор).
Свой последний матч в профессиональном туре Нимейер провёл летом 2009 года в Открытом чемпионате Канады, где во втором туре проиграл первой ракетке мира Роджеру Федереру. В ноябре того же года он объявил о завершении выступлений, причиной которого стали постоянные травмы локтя, плеча и спины, а также желание уделять больше времени жене и ребёнку (в октябре 2008 года у него родилась дочь Оливия).

## Титулы в турнирах ATP Challenger и ITF Futures за карьеру
| Легенда              |
| -------------------- |
| ATP Challenger (7+6) |
| ITF Futures (7+5)    |

### Одиночный разряд (7/7)
| №   | Дата             | Турнир                     | Покрытие | Соперник в финале        | Счёт в финале     |
| --- | ---------------- | -------------------------- | -------- | ------------------------ | ----------------- |
| 1.  | 5 декабря 1999   | Эрбана, Иллинойс, США      | Хард(i)  | Себастьен Ларо           | 7-67,3-6, 7-65    |
| 2.  | 13 мая 2001      | Косумель, Мексика          | Хард     | Алехандро Эрнандес       | 6-1, 6-4          |
| 3.  | 30 сентября 2001 | Плезир, Франция            | Хард(i)  | Жюльен Беннето           | 6-2, 6-1          |
| 4.  | 7 октября 2001   | Невер, Франция             | Хард(i)  | Слиман Сауди             | 6-4, 6-75, 7-62   |
| 5.  | 6 января 2002    | Сан-Паулу, Бразилия        | Хард     | Мартин Вассальо Аргуэльо | 7-66, 0-1 — отказ |
| 6.  | 18 мая 2003      | Монтего-Бей, Ямайка        | Хард     | Павел Иванов             | 7-64, 6-4         |
| 7.  | 20 февраля 2005  | Джоплин, Миссури, США      | Хард(i)  | Лукаш Кубот              | 4-6, 6-2, 6-3     |
| 8.  | 3 июля 2005      | Форест-Хилс, Нью-Йорк, США | Трава(i) | Пракаш Амритрадж         | 6-4, 7-63         |
| 9.  | 16 апреля 2006   | Валенсия, Испания          | Хард     | Бенджамин Беккер         | 4-6, 6-3, 6-2     |
| 10. | 25 марта 2007    | Монреаль, Канада           | Хард(i)  | Венсан Мийо              | 6-3, 6-4          |
| 11. | 25 марта 2007    | Рок-Форест, Квебек, Канада | Хард(i)  | Людовик Вальтер          | 4-6, 6-3, 7-60    |
| 12. | 22 апреля 2007   | Кардифф, Великобритания    | Хард(i)  | Алекс Богданович         | 6-4, 7-5          |
| 13. | 5 августа 2007   | Ванкувер, Канада           | Хард     | Сэм Куэрри               | 4-6, 6-4, 6-3     |
| 14. | 29 марта 2009    | Шербрук, Канада            | Хард(i)  | Шарль-Антуан Брезак      | 6-1, 6-2          |

### Парный разряд (6/5)
| №   | Дата             | Турнир                   | Покрытие | Партнёр            | Соперники в финале              | Счёт в финале   |
| --- | ---------------- | ------------------------ | -------- | ------------------ | ------------------------------- | --------------- |
| 1.  | 31 октября 1999  | Финикс, США              | Хард     | Джерри Турек       | Мэтью Брин Джейсон Кук          | 6-3, 6-4        |
| 2.  | 9 апреля 2000    | Литл-Рок, Арканзас, США  | Хард     | Грант Дойл         | Питер Калиц Джефф Уильямс       | 6-2, 6-2        |
| 3.  | 24 сентября 2000 | Баньер-де-Бигор, Франция | Хард     | Рик де Вуст        | Джерри Турек Дейв Эйбелсон      | 6-3, 6-4        |
| 4.  | 28 января 2001   | Бока-Ратон, США          | Хард     | Жослен Робишо      | Ноам Бер Джорджо Галимберти     | 7-64, 6-3       |
| 5.  | 18 марта 2001    | Магдебург, Германия      | Ковёр(i) | Радек Штепанек     | Ловро Зовко Йонатан Эрлих       | 7-62, 7-63      |
| 6.  | 6 мая 2001       | Мерида, Юкатан, Мексика  | Хард     | Даг Рут            | Джефф Уильямс Кэри Франклин     | 6-3, 6-4        |
| 7.  | 12 августа 2001  | Бингемтон, Нью-Йорк, США | Хард     | Бобби Кокавец      | Эндрю Нискер Амир Хадад         | 2-6, 6-4, 6-1   |
| 8.  | 6 января 2002    | Сан-Паулу, Бразилия      | Хард     | Брэндон Куп        | Федерико Браун Луис Орна        | 6-75, 7-64, 6-4 |
| 9.  | 3 февраля 2002   | Даллас, США              | Хард(i)  | Джорджо Галимберти | Брайан Вахали Хантли Монтгомери | 7-61, 6-4       |
| 10. | 24 февраля 2002  | Халл, Великобритания     | Ковёр(i) | Жиль Элсенер       | Ив Аллегро Уэсли Муди           | 6-4, 6-4        |
| 11. | 20 апреля 2003   | Сан-Луис-Потоси, Мексика | Грунт    | Алекс Богомолов    | Александр Пейя Маркус Ханчк     | 6-4, 7-65       |

## Тренерская карьера
По завершении игровой карьеры Нимейер подписал контракт на тренерскую работу с Федерацией тенниса Канады. Ему было поручено работать с наиболее многообещающим юниором страны — Милошем Раоничем. На тот момент 18-летний Раонич ещё преимущественно выступал в турнирах класса ITF Futures и занимал место в конце четвёртой сотни рейтинга. Нимейер продолжал тренировать Раонича до осени 2011 года, когда тот уже успел далеко продвинуться в рейтинге. Продолжению работы с этим подопечным помешало желание Нимейера проводить больше времени с семьёй после того, как он сам десять лет провёл в разъездах как игрок. Прогресс Раонича означал, что тренеру придётся сопровождать его больше 15 недель в году, и Нимейер передал подопечного новому тренеру — Гало Бланко.
После этого Нимейер сосредоточился на работе с ещё одним канадским игроком с большим потенциалом — Вашеком Поспишилом. Сотрудничество началось в 2011 году, и Поспишил, в феврале занимавший место в конце второй сотни рейтинга, начал успешно продвигаться в иерархии, впервые сыграв в основной сетке Открытого чемпионата США и преодолев в ней первый круг. После этого он поднялся в рейтинге до 130-го места. Весной 2012 года Поспишил уже входил в первую сотню рейтинга и обеспечил себе прямое попадание в основную сетку Открытого чемпионата Франции. Позже вниманию Нимейера были поручены бывшая первая ракетка мира среди юношей Филип Пеливо и перспективный молодой игрок Брайден Шнур, после учёбы в Университете Северной Каролины перешедший в 2016 году в профессионалы в возрасте 21 года. За время работы с Нимейером Шнур завоевал девять титулов в одиночном и парном разрядах в «челленджерах» и «фьючерсах».